# Palleopa
Palleopa là một chi bướm đêm thuộc họ Geometridae.